# Frampas
Frampas [fʁɑ̃pa] est une commune française située dans le département de la Haute-Marne, en région Grand Est.

## Géographie

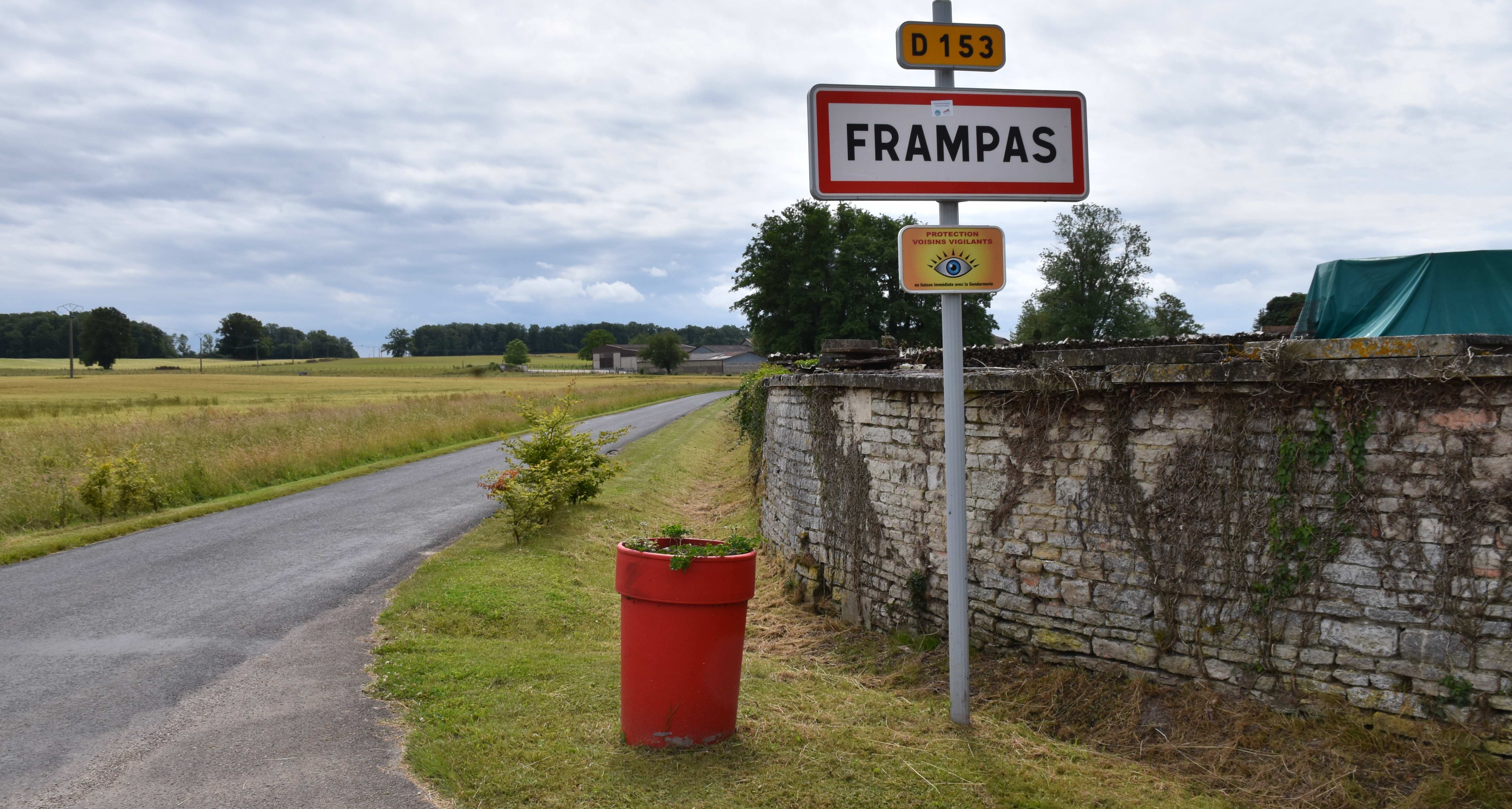
Une entrée de la commune.

|          | Éclaron-Braucourt-Sainte-Livière |             |
| Planrupt | Frampas                          | Louvemont   |
|          | Montier-en-Der                   | Voillecomte |

### Hydrographie

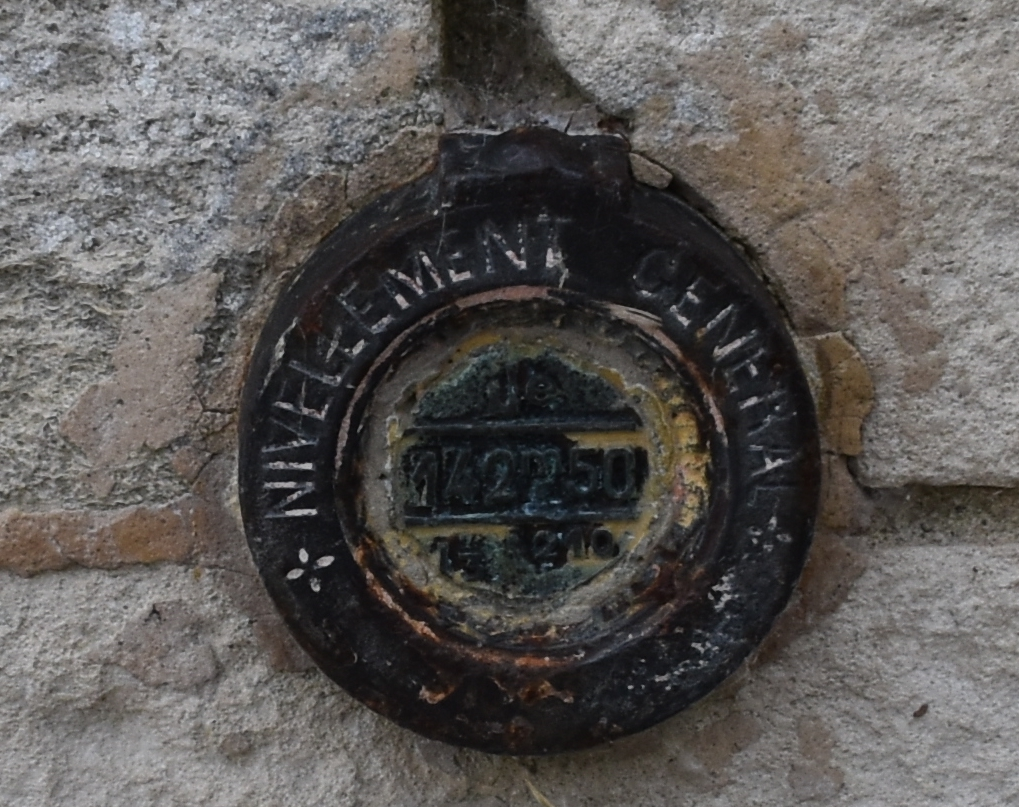
Borne de nivellement sur le mur de la mairie.Altitude 142,50m.

La commune est dans la région hydrographique « la Seine de sa source au confluent de l'Oise (exclu) » au sein du bassin Seine-Normandie. Elle est drainée par la Heronne, le Fossé 09 de la commune d'Eclaron-Braucourt-Sainte-Livière, divers bras de la Brie, divers bras de la Héronne, le Fossé 01 de la Millière, le Fossé 01 de l'Étang de Jay, le Fossé 03 de la commune de Louvemont, le ruisseau de la Brie, le ruisseau de la Voie des Pres et le ruisseau du Rupt,.
La Héronne, d'une longueur de 24 km, prend sa source dans la commune de Laneuville-à-Rémy et se jette  dans la Voire à Rives Dervoises, après avoir traversé six communes.

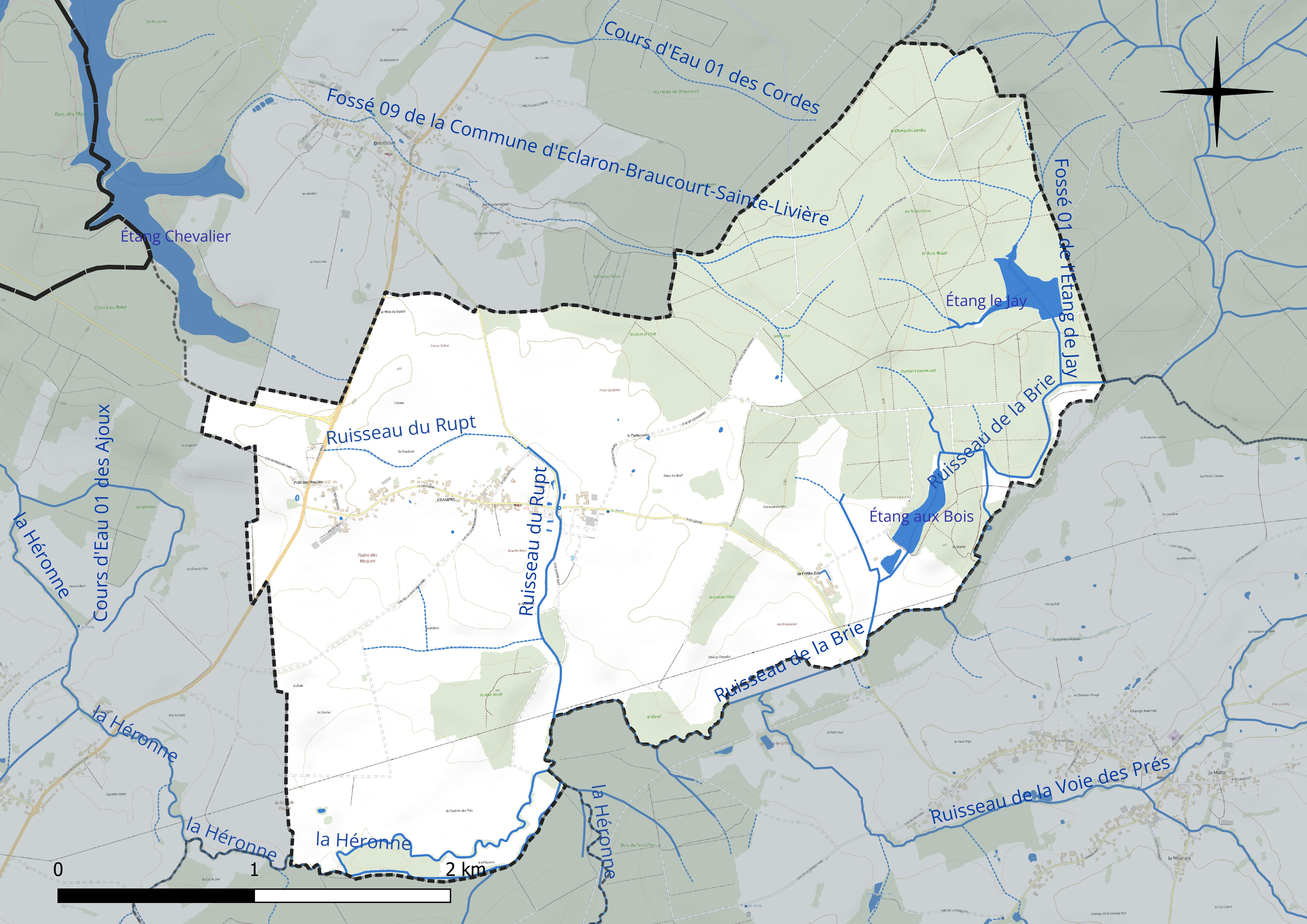
Réseau hydrographique de Frampas.

Deux plans d'eau complètent le réseau hydrographique : l'étang aux Bois (4,1 ha) et l'étang le Jay (6,5 ha),.

### Climat
Pour des articles plus généraux, voir Climat du Grand Est et Climat de la Haute-Marne.
En 2010, le climat de la commune est de type climat des marges montargnardes, selon une étude du Centre national de la recherche scientifique s'appuyant sur une série de données couvrant la période 1971-2000. En 2020, Météo-France publie une typologie des climats de la France métropolitaine dans laquelle la commune est exposée à un climat océanique altéré et est dans la région climatique Lorraine, plateau de Langres, Morvan, caractérisée par un hiver rude (1,5 °C), des vents modérés et des brouillards fréquents en automne et hiver.
Pour la période 1971-2000, la température annuelle moyenne est de 10,5 °C, avec une amplitude thermique annuelle de 15,7 °C. Le cumul annuel moyen de précipitations est de 858 mm, avec 12,2 jours de précipitations en janvier et 8,9 jours en juillet. Pour la période 1991-2020, la température moyenne annuelle observée sur la station météorologique de Météo-France la plus proche, « Saint-Dizier », sur la commune de Saint-Dizier à 16 km à vol d'oiseau, est de 11,6 °C et le cumul annuel moyen de précipitations est de 794,5 mm. 
La température maximale relevée sur cette station est de 41,4 °C, atteinte le 25 juillet 2019 ; la température minimale est de −22,5 °C, atteinte le 14 février 1956,,.
Les paramètres climatiques de la commune ont été estimés pour le milieu du siècle (2041-2070) selon différents scénarios d'émission de gaz à effet de serre à partir des nouvelles projections climatiques de référence DRIAS-2020. Ils sont consultables sur un site dédié publié par Météo-France en novembre 2022.

## Urbanisme

### Typologie
Au 1er janvier 2024, Frampas est catégorisée commune rurale à habitat dispersé, selon la nouvelle grille communale de densité à sept niveaux définie par l'Insee en 2022.
Elle est située hors unité urbaine. Par ailleurs la commune fait partie de l'aire d'attraction de Saint-Dizier, dont elle est une commune de la couronne,. Cette aire, qui regroupe 72 communes, est catégorisée dans les aires de 50 000 à moins de 200 000 habitants,.

### Occupation des sols
L'occupation des sols de la commune, telle qu'elle ressort de la base de données européenne d’occupation biophysique des sols Corine Land Cover (CLC), est marquée par l'importance des territoires agricoles (59,2 % en 2018), en diminution par rapport à 1990 (60,7 %). La répartition détaillée en 2018 est la suivante : 
terres arables (39,3 %), forêts (37,1 %), prairies (16,6 %), zones urbanisées (3,7 %), zones agricoles hétérogènes (3,4 %). L'évolution de l’occupation des sols de la commune et de ses infrastructures peut être observée sur les différentes représentations cartographiques du territoire : la carte de Cassini (XVIIIe siècle), la carte d'état-major (1820-1866) et les cartes ou photos aériennes de l'IGN pour la période actuelle (1950 à aujourd'hui).

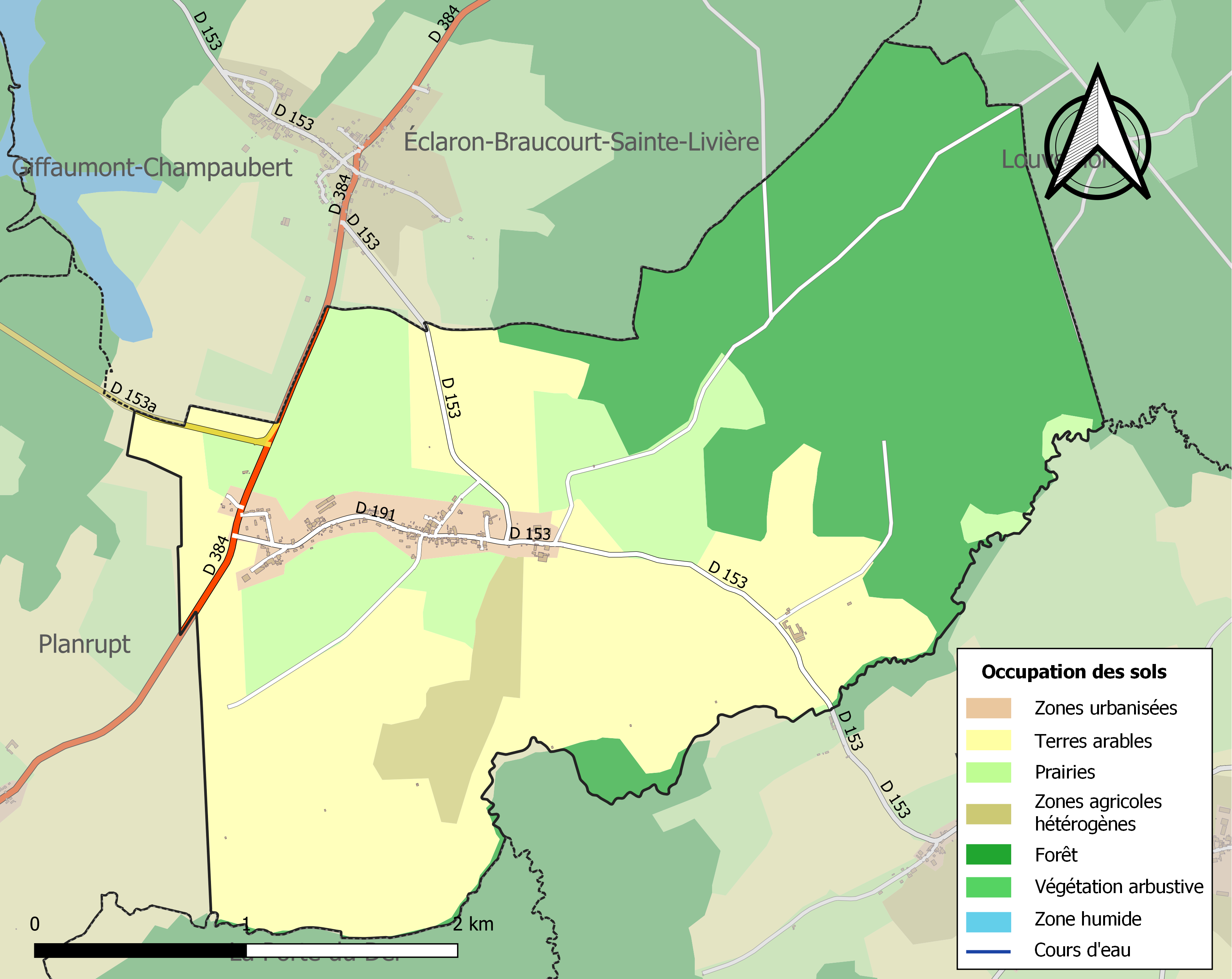
Carte des infrastructures et de l'occupation des sols de la commune en 2018 (CLC).

## Toponymie
Le nom de la localité est attesté sous les formes Francus Passus (1165) ; Frampas (1370) ; Franpas (1734.

Francus Passus en 1165. Nom du bas-latin ou roman, dû probablement à un passage exempt d'impôt  (passage pavé, gué pierreux, franc de péage »). Frampas  était devenu un village sans poste de douane, où l'on pouvait passer librement les marchandises, « passage libre, affranchi de tous droits ». Le péage fut déplacé, le comte de Champagne avait dû imposer un tonlieu pour les marchands pénétrant sur ses terres. C’est ce que nous apprend le toponyme Voillecomte ; Vadum comitis à la fin du XIIe siècle, Wé le conte entre 1276 et 1278, Wei le conte en 1320 : Il donne par là même la signification juridique de l’expression « Wé le conte ( gué du comte ), » et laisse supposer que le péage fut transféré de Frampas à Voillecomte.

## Histoire

### Carte de Cassini

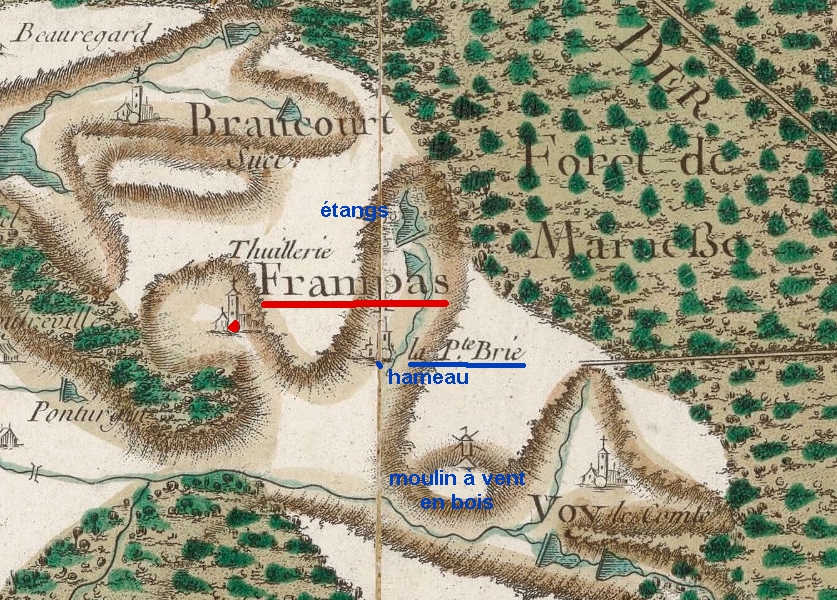
Carte de Cassini du secteur de Frampas. (vers 1750)

La carte de Cassini montre qu'au XVIIIè siècle, Frampas est une paroisse avec une église.

Aucune route pavée n'est représentée sur la carte; les villages étaient reliés par des chemins de terre.

Au sud-est, le hameau de La petite Brie est aujourd'hui une ferme.

Au nord, des étangs avaient été créés sur le cours du ruisseau du rupt.

## Politique et administration

### Liste des maires

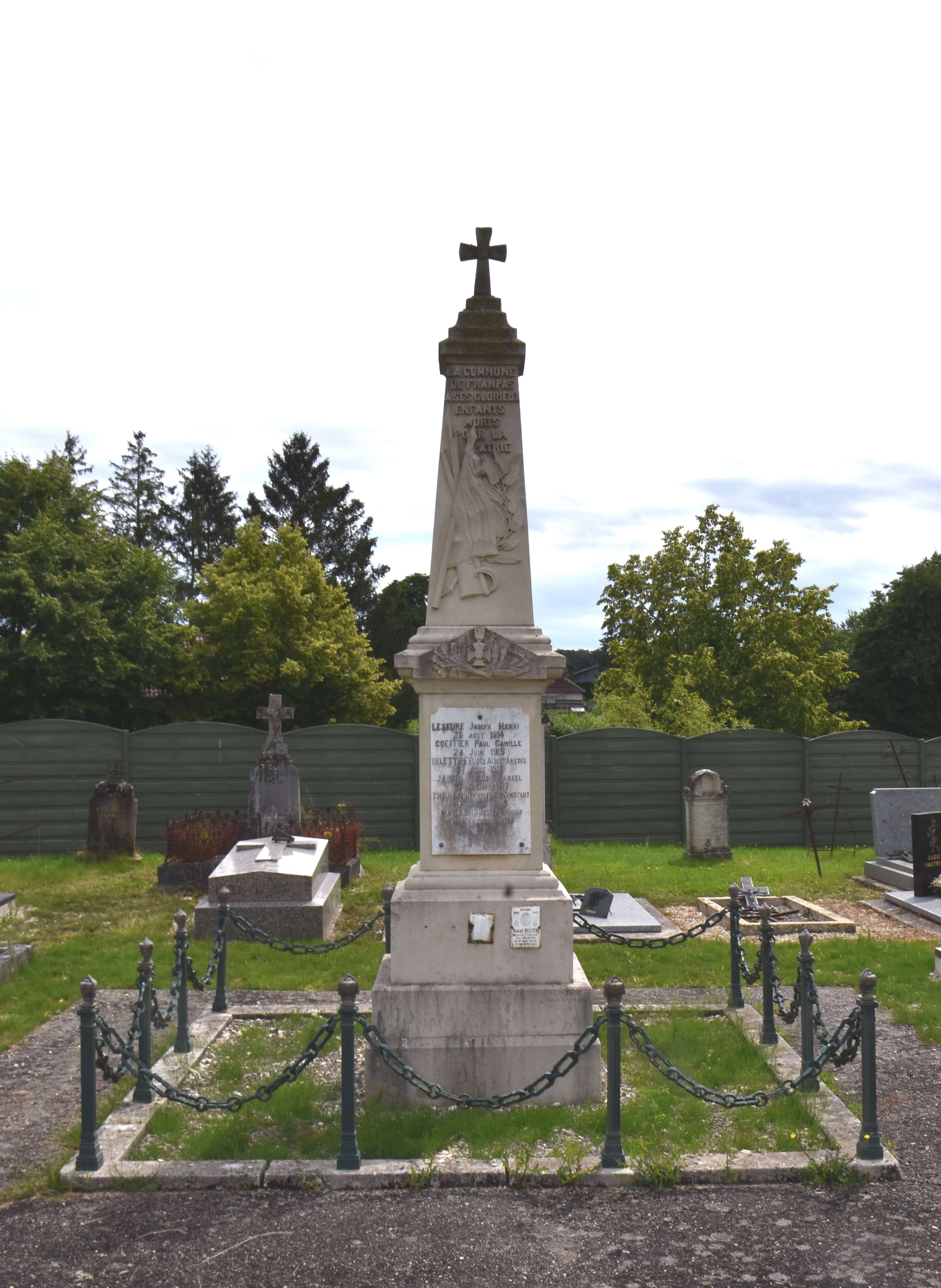
Implanté dans le cimetière, le monument aux morts est surmonté d'une croix latine.

| Période                                  | Période  | Identité           | Étiquette | Qualité |
| ---------------------------------------- | -------- | ------------------ | --------- | ------- |
| Les données manquantes sont à compléter. |          |                    |           |         |
| mars 2001                                | 2014     | Jean-Marie Jeanson |           |         |
| 2014                                     | En cours | Thierry Gaucheron  |           |         |

## Population et société

### Démographie

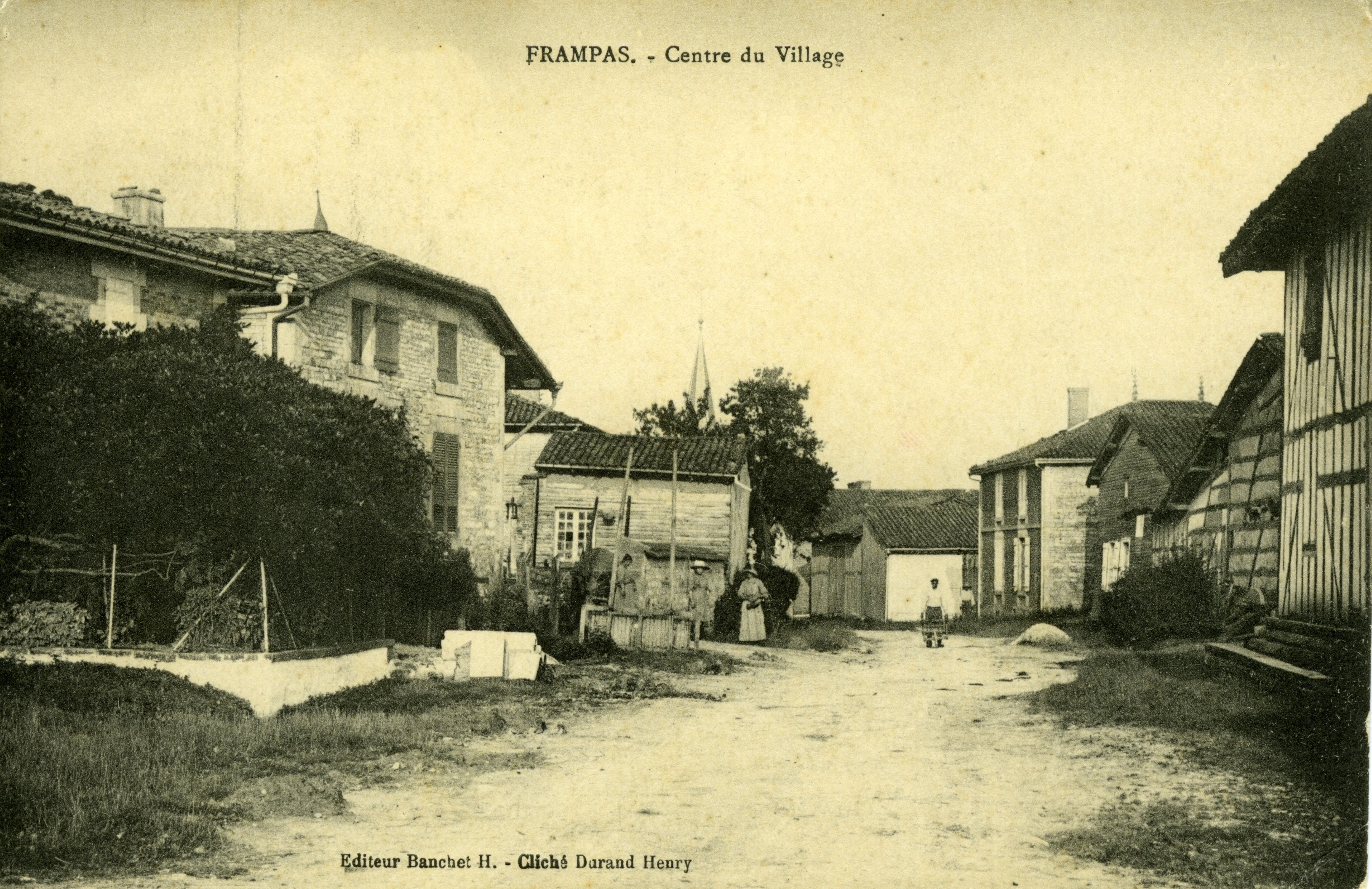
Carte postale du village vers 1910.

L'évolution du nombre d'habitants est connue à travers les recensements de la population effectués dans la commune depuis 1793. Pour les communes de moins de 10 000 habitants, une enquête de recensement portant sur toute la population est réalisée tous les cinq ans, les populations de référence des années intermédiaires étant quant à elles estimées par interpolation ou extrapolation. Pour la commune, le premier recensement exhaustif entrant dans le cadre du nouveau dispositif a été réalisé en 2006.

En 2022, la commune comptait 155 habitants, en évolution de −4,91 % par rapport à 2016 (Haute-Marne : −4,62 %, France hors Mayotte : +2,11 %).
| 1793 | 1800 | 1806 | 1821 | 1831 | 1836 | 1841 | 1846 | 1851 |
| ---- | ---- | ---- | ---- | ---- | ---- | ---- | ---- | ---- |
| 169  | 185  | 189  | 190  | 241  | 249  | 251  | 243  | 282  |

| 1856 | 1861 | 1866 | 1872 | 1876 | 1881 | 1886 | 1891 | 1896 |
| ---- | ---- | ---- | ---- | ---- | ---- | ---- | ---- | ---- |
| 253  | 244  | 243  | 254  | 230  | 240  | 226  | 226  | 218  |

| 1901 | 1906 | 1911 | 1921 | 1926 | 1931 | 1936 | 1946 | 1954 |
| ---- | ---- | ---- | ---- | ---- | ---- | ---- | ---- | ---- |
| 197  | 187  | 190  | 164  | 151  | 145  | 180  | 163  | 167  |

| 1962 | 1968 | 1975 | 1982 | 1990 | 1999 | 2006 | 2011 | 2016 |
| ---- | ---- | ---- | ---- | ---- | ---- | ---- | ---- | ---- |
| 127  | 138  | 149  | 121  | 120  | 152  | 147  | 166  | 163  |

| 2021 | 2022 | - | - | - | - | - | - | - |
| ---- | ---- | - | - | - | - | - | - | - |
| 155  | 155  | - | - | - | - | - | - | - |

### Manifestations culturelles et festivités
- La brocante a lieu tous les ans en juillet (vers le 22), à l'occasion de la sainte Madeleine.

## Culture locale et patrimoine

### Lieux et monuments

#### L'ancienne église de Frampas

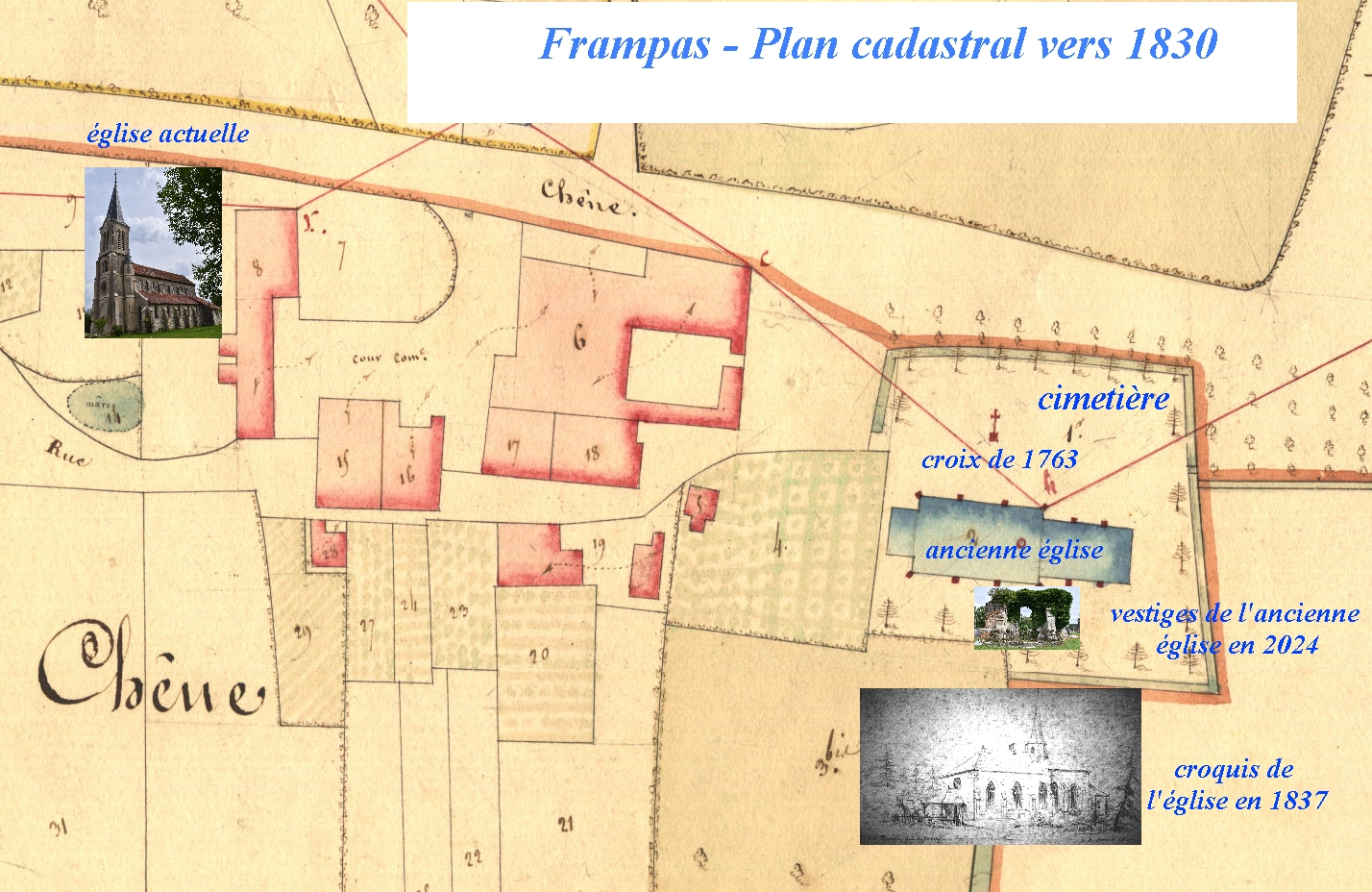
Plan de l'ancienne église.
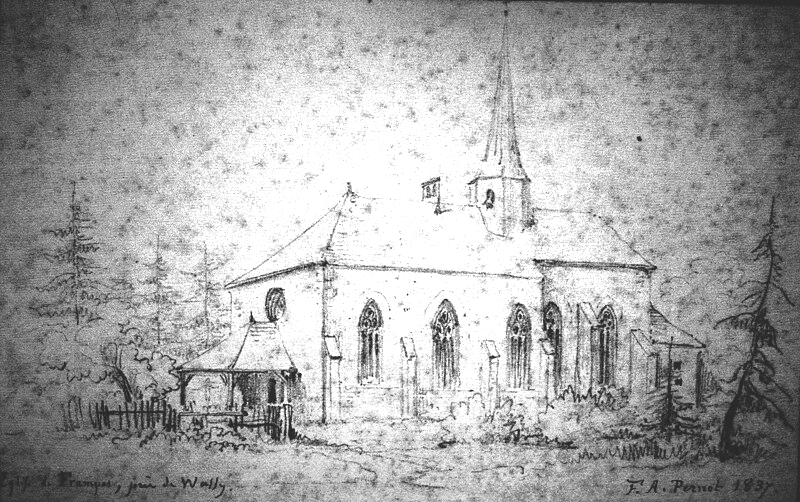
Croquis de l'ancienne église daté de 1837.
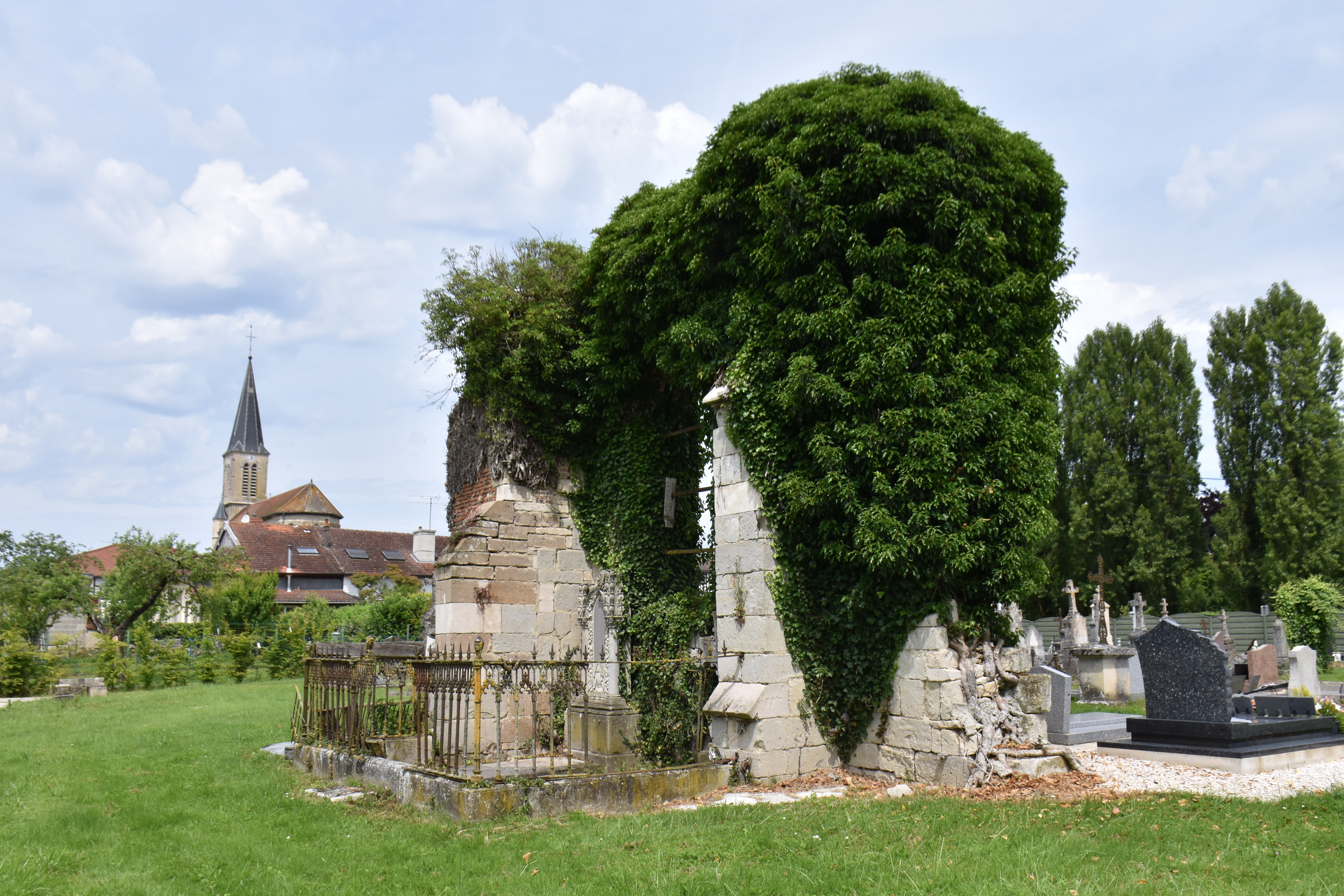
Vestiges de l'ancienne église dans le cimetière en 2024 et vue de l'église actuelle.
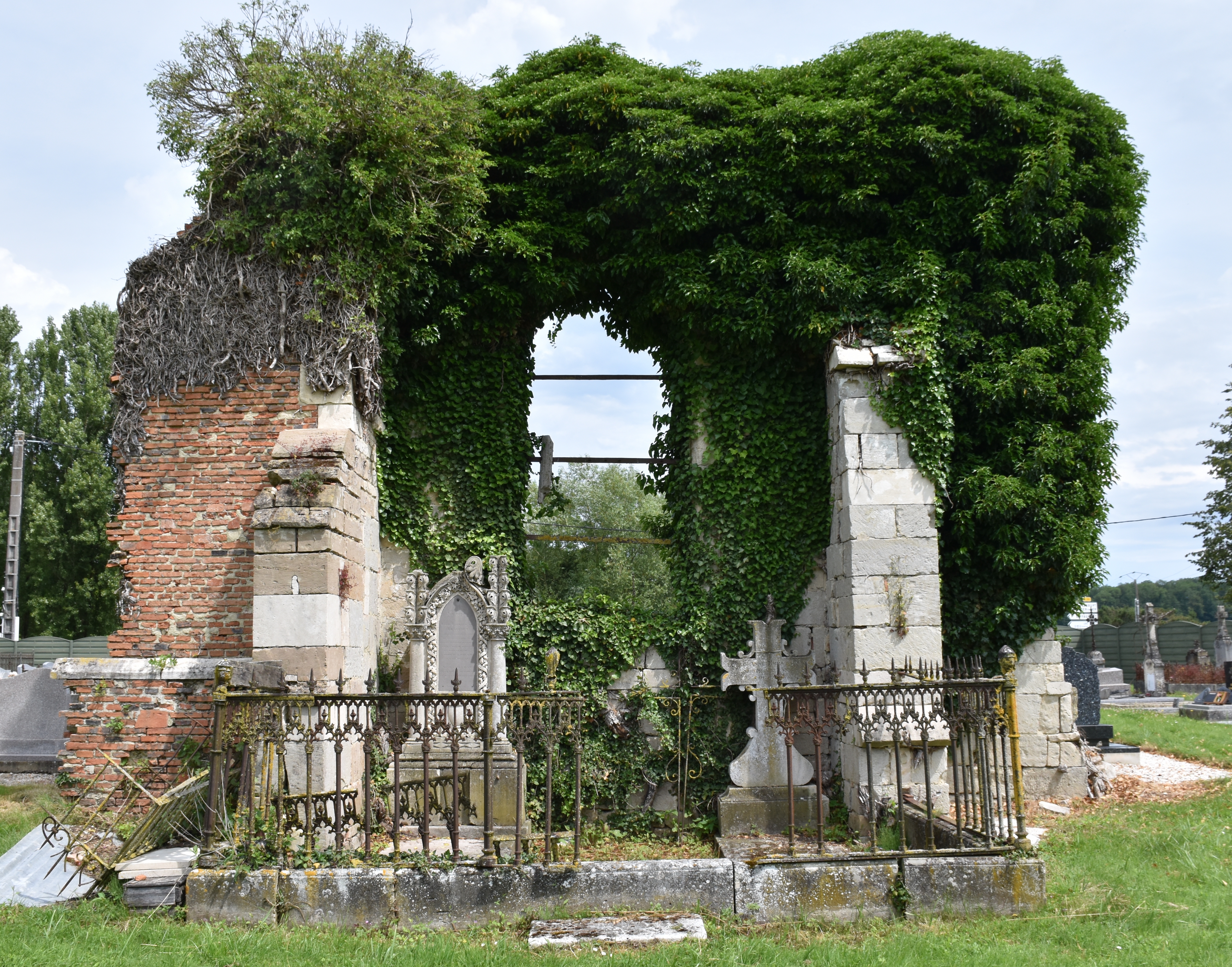
Vestiges du bas-côté sud de l'ancienne église : deux contreforts en pierre, un mur en brique et une baie.

Le plan et le croquis de 1837 montrent que l'ancienne église possédait un clocher central et était construite en brique avec des bas-côtés percés de 5 baies gothiques et soutenus par 6 contreforts en pierre. En mauvais état, elle a été abandonnée dans les années 1880 et une nouvelle église de style néogothique a été construite. Seul subsiste aujourd'hui un pan de l'ancienne église dans le cimetière.

#### Galerie

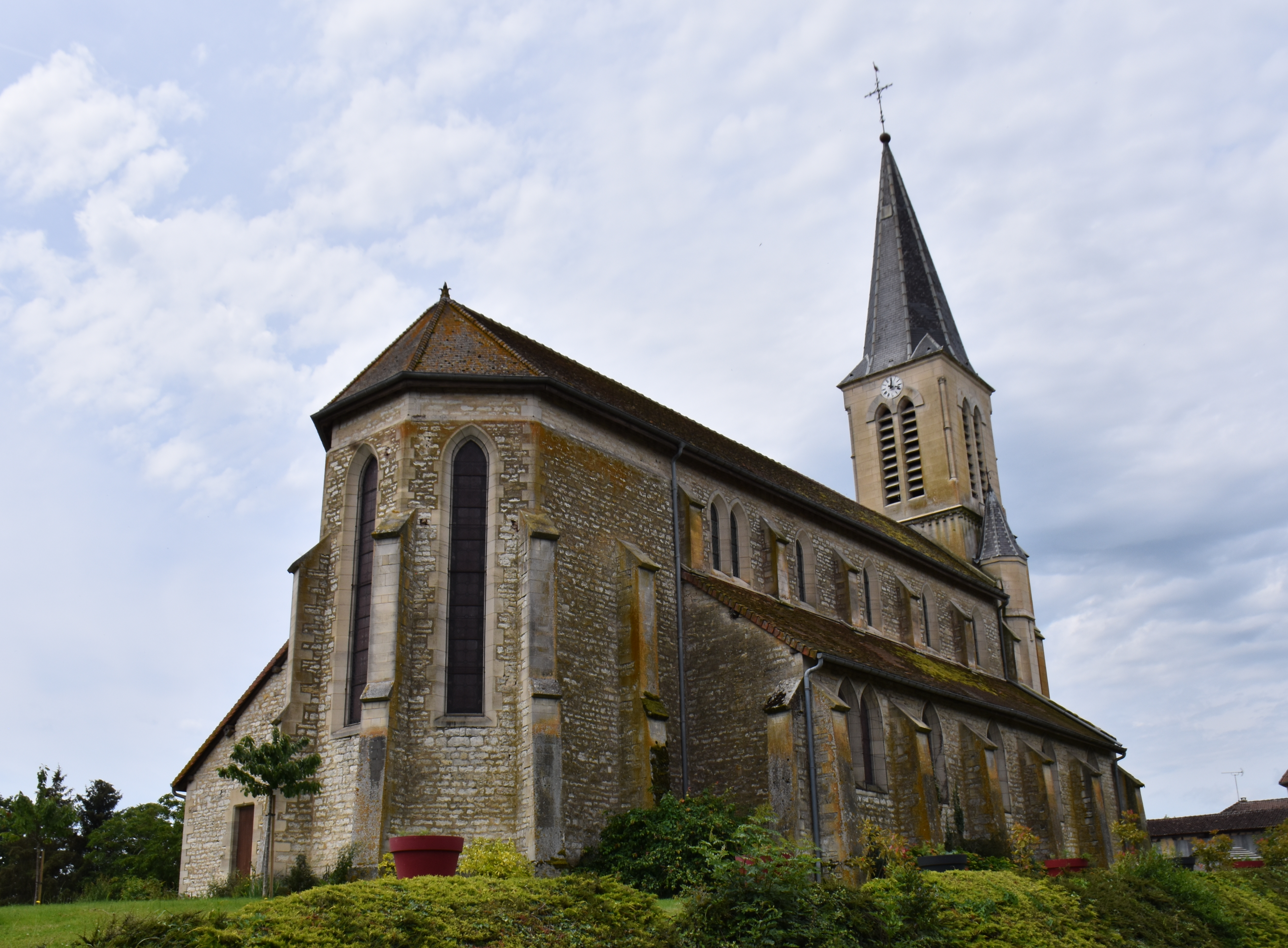
L'église Sainte-Madeleine : vue du chevet.
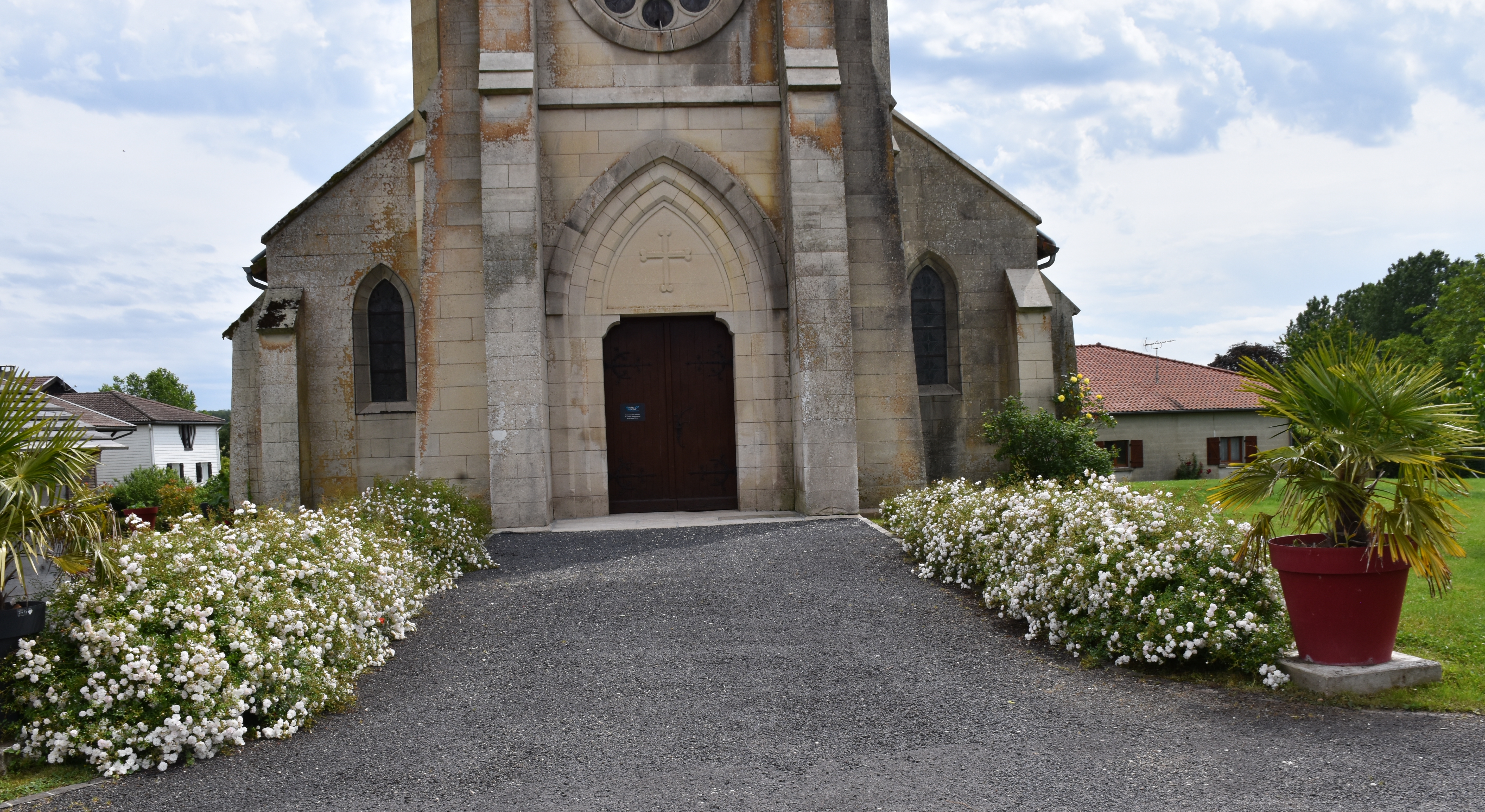
L'église Sainte-Madeleine: le portail.
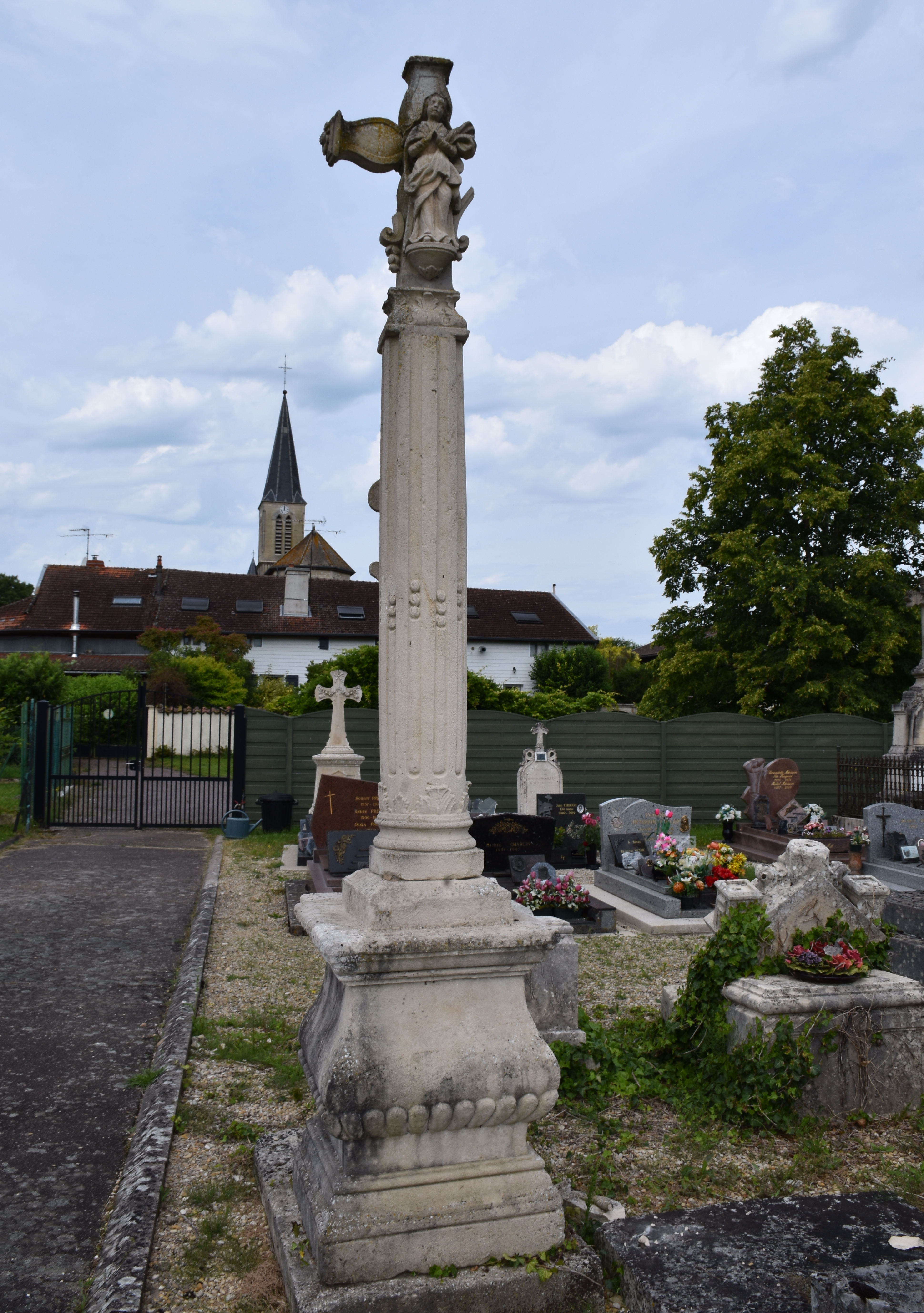
Croix du cimetière datée de 1763.
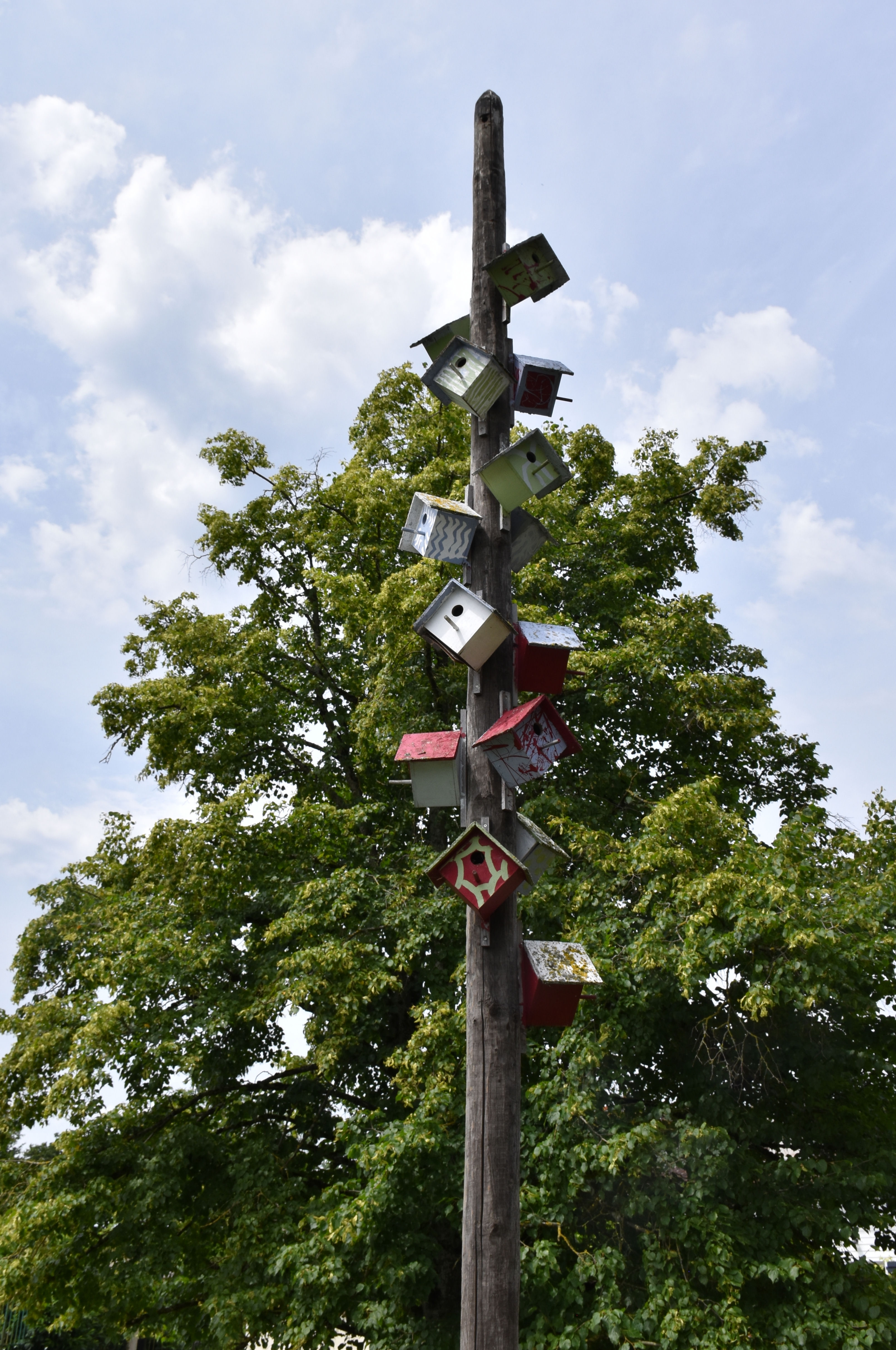
Poteau avec nichoirs.

### Personnalités liées à la commune
- Louis-Édouard de Beaufort (1786-1849), militaire et homme politique français.

### Héraldique
| Armes de Frampas | Les armes de Frampas se blasonnent ainsi : D'azur au coq d'or membré, crêté et barbé de gueules. |